# Віваро-Романо
Віваро-Романо (італ. Vivaro Romano) — муніципалітет в Італії, у регіоні Лаціо,  метрополійне місто Рим-Столиця.
Віваро-Романо розташоване на відстані близько 50 км на північний схід від Рима.
Населення — 177 осіб (2014).

## Демографія
Населення за роками:

Станом на 1 січня 2023 року в муніципалітеті офіційно проживало 10 іноземців з 2 країн, серед них 9 громадян країн Євросоюзу.

## Сусідні муніципалітети
- Карсолі
- Орикола
- Орвініо
- Поццалья-Сабіна
- Туранія
- Валлінфреда